# Galak
Galak est une marque commerciale de l'industrie agroalimentaire suisse. Elle est exploitée pour une tablette de chocolat blanc fabriquée par Nestlé depuis 1967.  

## Histoire
Depuis les années 1930, Nestlé a fabriqué des tablettes de chocolat blanc, qui ne portent cependant la marque Galak que depuis 1967. Le chocolat Galak est connu sous ce nom uniquement en Europe, à l'exception de l'Espagne, le Royaume-Uni et l'Irlande où il est connu sous le nom de Milkybar, nom également utilisé en Australie, Nouvelle-Zélande, Inde et en Afrique du Sud.

## Variantes
Au cours des ans, et surtout ces dernières années[Quand ?], à côté de la tablette originelle, ont été créés de nombreux produits à base de chocolat blanc, entre autres : Galak Dessert, crème au goût de chocolat blanc commercialisée en gobelets, Galak Bicolor, tablette de chocolat blanc, avec points de cacao, Galak avec morceaux de biscuits, Galak Céréales, œuf de Pâques Galak et les petits œufs Galak.

## Promotion

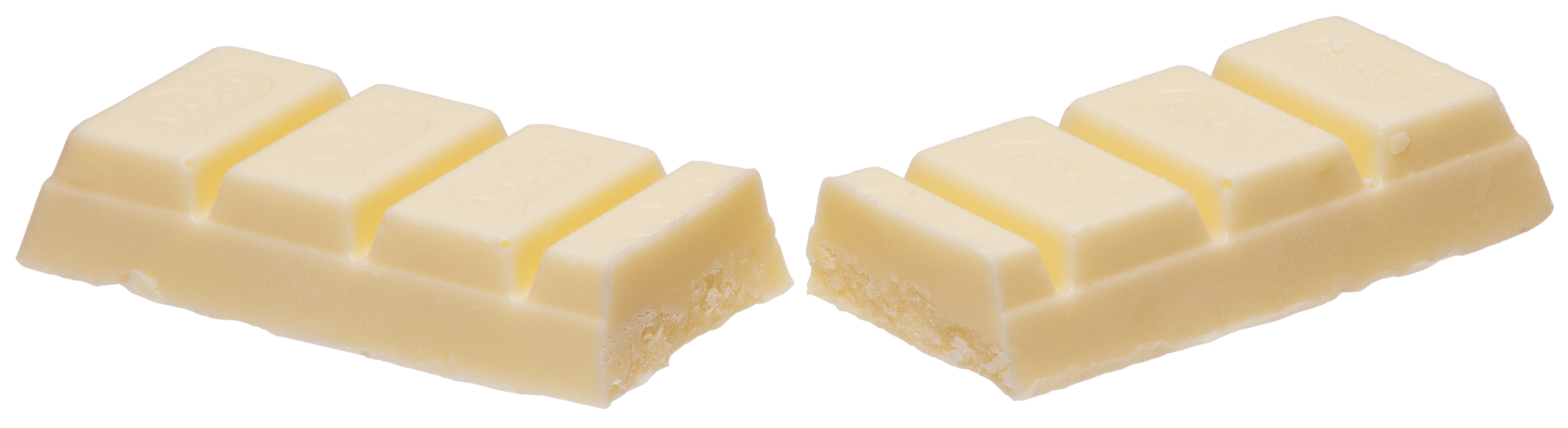
Une barre de chocolat blanc de marque Galak divisée en moitiés.

À partir du 10 octobre 1972, pour la promotion du Galak en Europe, on a utilisé les personnages du dessin animé français Oum le dauphin blanc, qui apparaissaient sur l'emballage du produit, dans les spots télévisés et dans toutes les campagnes promotionnelles liées au produit. Dans la publicité, les deux personnages enfants, Yann et Marina, et leur dauphin Oum affrontaient des ennemis comme des pirates ou des requins. Nestlé a terminé l'utilisation de la licence sur les personnages de Oum le dauphin blanc en 2003, même si jusqu'en 2004, elle a continué à utiliser un dauphin semblable à Oum comme mascotte.  Pour cette raison, les détenteurs du copyright de Oum le dauphin blanc ont attaqué Nestlé en justice.  Actuellement[Quand ?], la mascotte de Galak est Pluff, un personnage créé expressément à partir de la ressemblance d'une goutte de lait.